# Castell d'Arties
El castell d'Arties és una edificació militar situada a Arties, en el municipi de Naut Aran (Vall d'Aran) declarada bé cultural d'interès nacional.

## Descripció
Queda una torre de mitja galta davant de l'església d'Arties.
La torre de guaita s'assenta en un puig que domina la confluència amb la Garona de Valarties, vall aquesta que dona accés als ports: de Caldes (vall de Boí) i de Vielha (també ruta alternativa pel port de Rius). En realitat es tracta d'una bestorre o torre de front semicircular, tancada pel darrere amb estructures sobreposades, i coronada per una espadanya per la banda de llevant, mig esbaldregada, l'únic que resta de peu del castell d'Arties. La torre d'acord amb la descripció de Gràcia de Tolba (1613) correspon al portal nord de dita fortalesa. Presenta porta d'accés en la planta baixa i tres pisos al capdamunt indicats per l'encaix de les bigues de fusta (els primers) i un relleix en el mur (el superior), respectivament. En cada un d'ells s'obren espitlleres de simple esqueixada, força desenvolupada cap a l'interior, i també troneres de factura posterior. A l'exterior destaquen una mena de canelobres, que confirmarien la seva funció de portal. És nova la teulada simple vessant que l'aixopluga.

## Història
Castell termenat, documentat per primera vegada el 1283. Consta que les torres d'Entransaigües i Peralèr d'Arties foren un dels primers punts de resistència a la invasió de la Val per part del rei de França (1283). El rei Pere el Cerimoniós concedí als homes d'Arties franqueses per tal de poder reconstruir el castell (1379), privilegi que confirma en termes semblants Felip II (1586). Plaça reial, Gracia de Tolba reporta una bona descripció del notable castell d'Arties (1613) que incloïa l'actual església parroquial. L'any 1649 el senyor de Casterner va prendre el castell d'Arties als francesos. Pascual Madoz al segle xix, però ja parla d'un passat força llunyà. De fet l'accés al recinte actual presenta un portal neoclàssic inacabat que duu a data 1800. Hom recorda unes escales de cargol que penjaven per l'interior de la torre fins a dalt. És tradició que va pertànyer als templers, i que hi havia un pas soterrani que la unia amb Sant Pelegrí.